# Queens of the Stone Age (álbum)
Queens of the Stone Age es el primer álbum de estudio para la banda del mismo nombre. Este debut fue lanzado al mercado el 22 de septiembre de 1998 por Loose Groove, sello discográfico independiente de Stone Gossard, guitarrista de Pearl Jam. De la versión vinilo se encargó Man's Ruin Records, sello especializado en el stoner rock y hard rock en general, ya que trabajó anteriormente con Kyuss (la banda que engendró a QOTSA), Fu Manchu, The Desert Sessions (colectivo musical de Josh Homme) o Turbonegro.
El álbum homónimo fue todo un éxito tanto para fanes como para la crítica especializada, aun ambos sorprendidos por la desintegración de los míticos Kyuss y por la rápida creación de otra banda que continuaba con varios de los ex componentes de Kyuss y con una línea musical similar. El 6 de febrero de 2006, el CD recibió la calificación de disco de platino en el Reino Unido.

## Listado de canciones
1. "Regular John" – 4:35
2. "Avon" – 3:22
3. "If Only" – 3:20
4. "The Bronze" - 4:12
5. "Walkin' on the Sidewalks" – 5:03
6. "You Would Know" – 4:16
7. "How to Handle a Rope" – 3:30
8. "Mexicola" – 4:54
9. "Hispanic Impressions" – 2:44
10. "You Can't Quit Me Baby" – 6:33
11. "Give the Mule What He Wants" – 3:09
12. "I Was a Teenage Hand Model" – 5:01

## Créditos
- Josh Homme – vocalista, guitarra
- Alfredo Hernández – batería
- Carlo Von Sexron (alias utilizado por Josh Homme) – bajo, teclados, piano

### Apariciones especiales
- Chris Goss – bajo y coros en "You Would Know" y "Give the Mule What He Wants"
- Fred Drake – batería y coros en "I Was a Teenage Hand Model"
- Hutch – piano en "I Was a Teenage Hand Model"
- Dave Catching – percusión en "I Was a Teenage Hand Model"
- Mike Johnson – "I Was a Teenage Hand Model"
- Nick Oliveri – aparece en los créditos del álbum ya que en la parte final de "I Was a Teenage Handmodel" se puede escuchar la llamada que dejó Oliveri en el contestador de Homme, resaltando su placer por haber sido invitado a formar parte de la banda, aunque no trabajó aún en este álbum.